# Cusey
Cusey település Franciaországban, Haute-Marne megyében. Lakosainak száma 286 fő (2022. január 1.). Cusey Sacquenay, Isômes, Occey, Champlitte, Percey-le-Grand, Chaume-et-Courchamp és Choilley-Dardenay községekkel határos.

## Népesség
A település népességének változása:
| Lakosok száma | 194  | 254  | 268  | 244  | 277  | 281  | 282  | 282  | 281  | 286  |
|               | 1968 | 1982 | 1990 | 2006 | 2013 | 2015 | 2017 | 2019 | 2020 | 2022 |